# يويتشي موريموتو
يويتشي موريموتو (باليابانية: 森本 勇一) (26 يناير 1987 في ساكوراي في اليابان – )؛ هو لاعب كرة قدم سابق كان يلعب كلاعب وسط.

## وصلات خارجية
- يويتشي موريموتو على موقع Soccerway.com (الإنجليزية)